# Frank Jahncke
Frank Jahncke es un deportista de la RDA que compitió en remo como timonel. Ganó una medalla de oro en el Campeonato Mundial de Remo de 1977, en la prueba de ocho con timonel.

## Palmarés internacional
| Campeonato Mundial | Campeonato Mundial       | Campeonato Mundial | Campeonato Mundial |
| Año                | Lugar                    | Medalla            | Prueba             |
| ------------------ | ------------------------ | ------------------ | ------------------ |
| 1977               | Ámsterdam (Países Bajos) | Medalla de oro     | Ocho con timonel   |